# Z Comae Berenices
Z Comae Berenices är en pulserande variabel av RR Lyrae-typ (RRAB) i stjärnbilden Berenikes hår.
Stjärnan har en magnitud som varierar mellan 13,14 och 14,29 med en period av 0,5466892 dygn eller drygt 13 timmar.